# Żorska Orkiestra Rozrywkowa
Żorska Orkiestra Rozrywkowa – założony w Żorach w styczniu 2003 roku przez Lothara Dziwoki zespół muzyczny grający jazz, złożony z młodych muzyków związanych z miastem, głównie jego dawnych uczniów z Wydziału Jazzu i Muzyki Rozrywkowej Akademii Muzycznej w Katowicach.
Zespół gra głównie standardy Duke’a Ellingtona, Louisa Armstronga, Counta Basiego oraz innych kompozytorów jazzowych.